# Festus Igbinoghene
Festus Igbinoghene (ur. 21 października 1969) – nigeryjski lekkoatleta, specjalista trójskoku i skoku w dal, medalista igrzysk Wspólnoty Narodów w 1990, olimpijczyk.
Zdobył brązowy medal w skoku w dal, przegrywając jedynie ze swym kolegą z reprezentacji Nigerii Yusufem Allim i Australijczykiem Davidem Culbertem, a także zajął 5. miejsce w trójskoku na igrzyskach Wspólnoty Narodów w 1990 w Auckland. Odpadł w kwalifikacjach trójskoku na mistrzostwach świata w 1995 w Göteborgu i na igrzyskach olimpijskich w 1996 w Atlancie (zajął w nich 35. miejsce).
Rekordy życiowe Igbinoghene: 
- skok w dal – 8,04 m (4 stycznia 1990, Bauczi)
- trójskok – 16,97 m (11 maja 1995, Abilene)

Jego syn Noah Igbinoghene jest zawodnikiem futbolu amerykańskiego. W 2020 został wybrany do drużyny Miami Dolphins.